# Megaloastia mainae
Megaloastia mainae är en spindelart som beskrevs av Zabka 1995. Megaloastia mainae ingår i släktet Megaloastia och familjen hoppspindlar. Inga underarter finns listade i Catalogue of Life.